# 벨고로드현

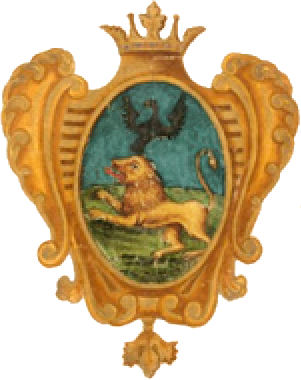
벨고로드현의 문장

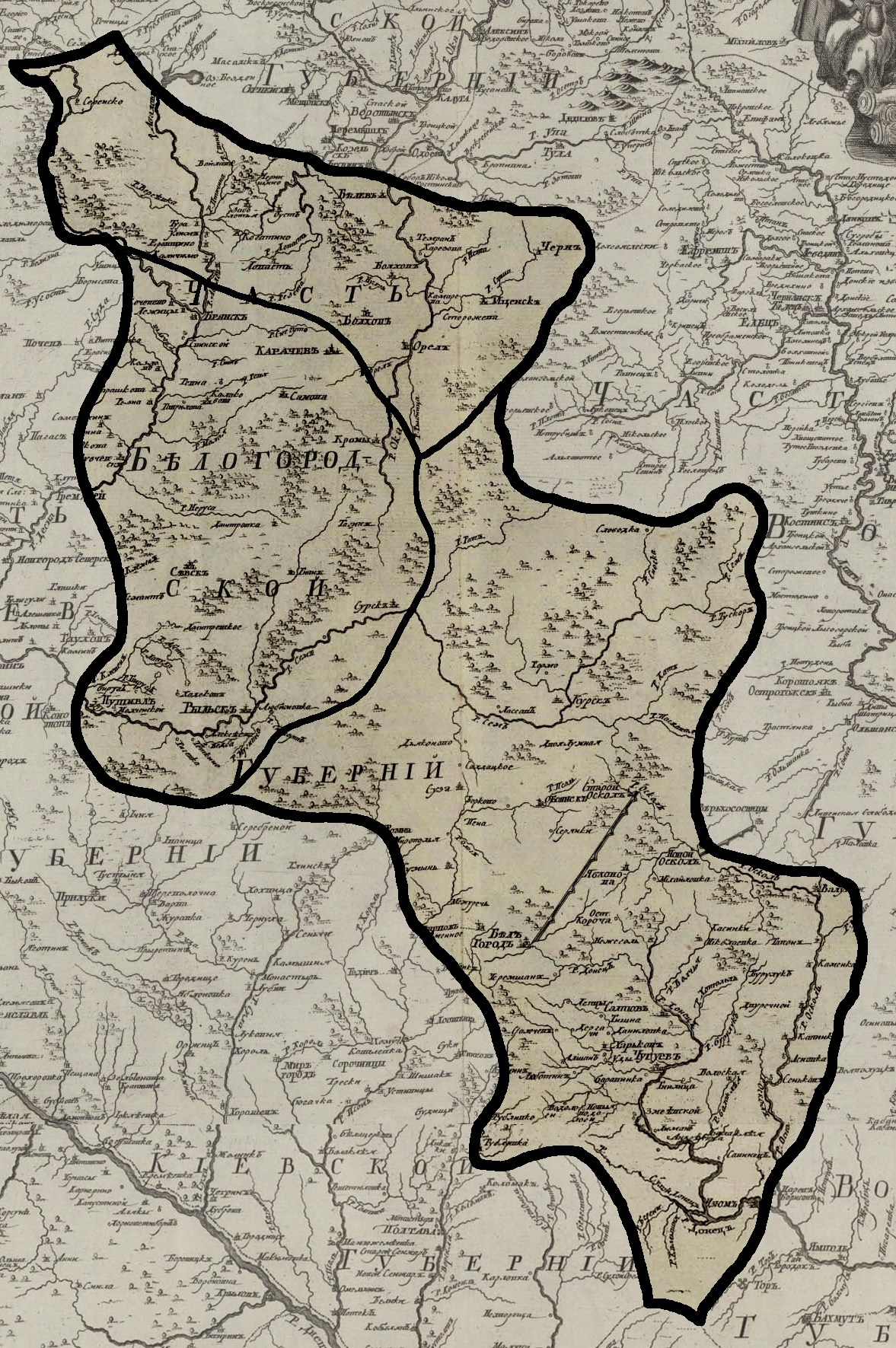
벨고로드현의 지도

벨고로드현(러시아어: Белгородская губерния)은 1727년부터 1779년까지 존재했던 러시아 제국의 현으로 현도는 벨고로드이며 인구는 717,265명(1762년 당시 기준)이다. 현재의 벨고로드주, 브랸스크주, 쿠르스크주, 오룔주에 걸쳐 있었다.